# Chengdu Research Base of Giant Panda Breeding

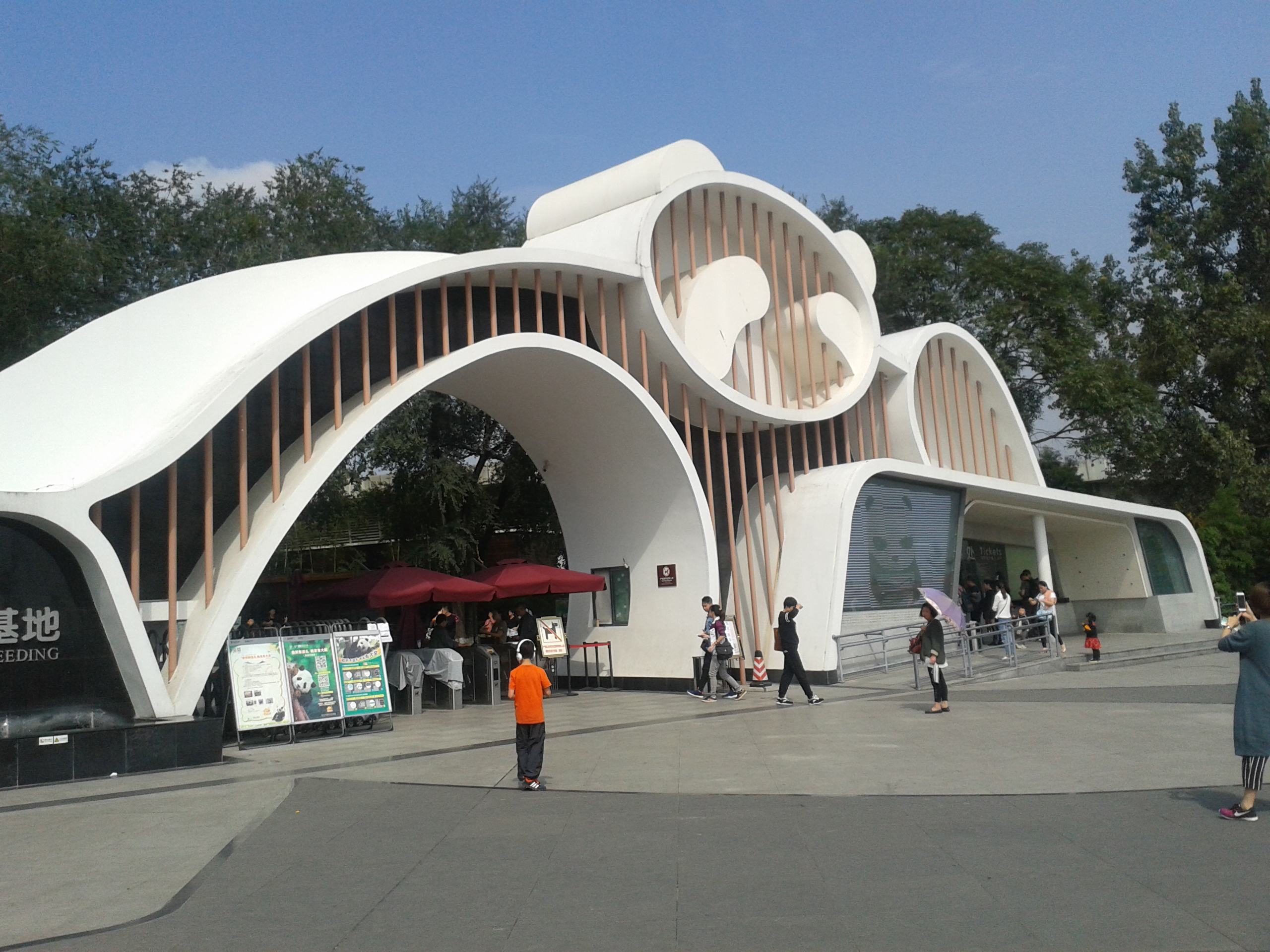
Eingang der Chengdu Research Base of Giant Panda Breeding

Die Chengdu Research Base of Giant Panda Breeding (chinesisch 成都大熊貓繁育研究基地 / 成都大熊猫繁育研究基地, Pinyin Chéngdū Dàxióngmāo Fányù Yánjiū Jīdì – „Chengdu Forschungsstation zur Aufzucht des Großen Pandas“) ist eine gemeinnützige Aufzucht- und Forschungseinrichtung für Große Pandas und andere gefährdete Tierarten. Die Einrichtung befindet sich in Chengdu in der Provinz Sichuan in der Volksrepublik China.
Die Einrichtung wurde im Jahr 1987 mit sechs Großen Pandas gegründet, welche in der Wildnis gerettet wurden. Die Aufzuchtstation hat die größte Population an künstlich gezüchteten Großen Pandas. Sie lag im Jahr 2015 bei 115 Tieren.

## Internationale Kooperationen
Kooperationspartner sind:
- Adventure World in Shirahama, Wakayama, Japan
- Zoo Atlanta und das Georgia Institute of Technology, USA
- Madrid Zoo, Spanien
- ZooParc de Beauval, Frankreich

Eine wissenschaftliche Kooperation gibt es mit dem WWF, der Global Cause Foundation, der International Union for Conservation of Nature (IUCN), dem National Institutes of Health (NIH) sowie National Cancer Institute (NCI) (USA), der East Bay Zoological Society (USA), die University of Maryland, die Drexel University, die Oakland China Wildlife Preservation Foundation, das Conservation & Research Center des Smithsonian National Zoo, der University of Glasgow, dem Chester Zoo, der Nihon University und der Keio University sowie der Obuchi Foundation aus Japan.

## Galerie

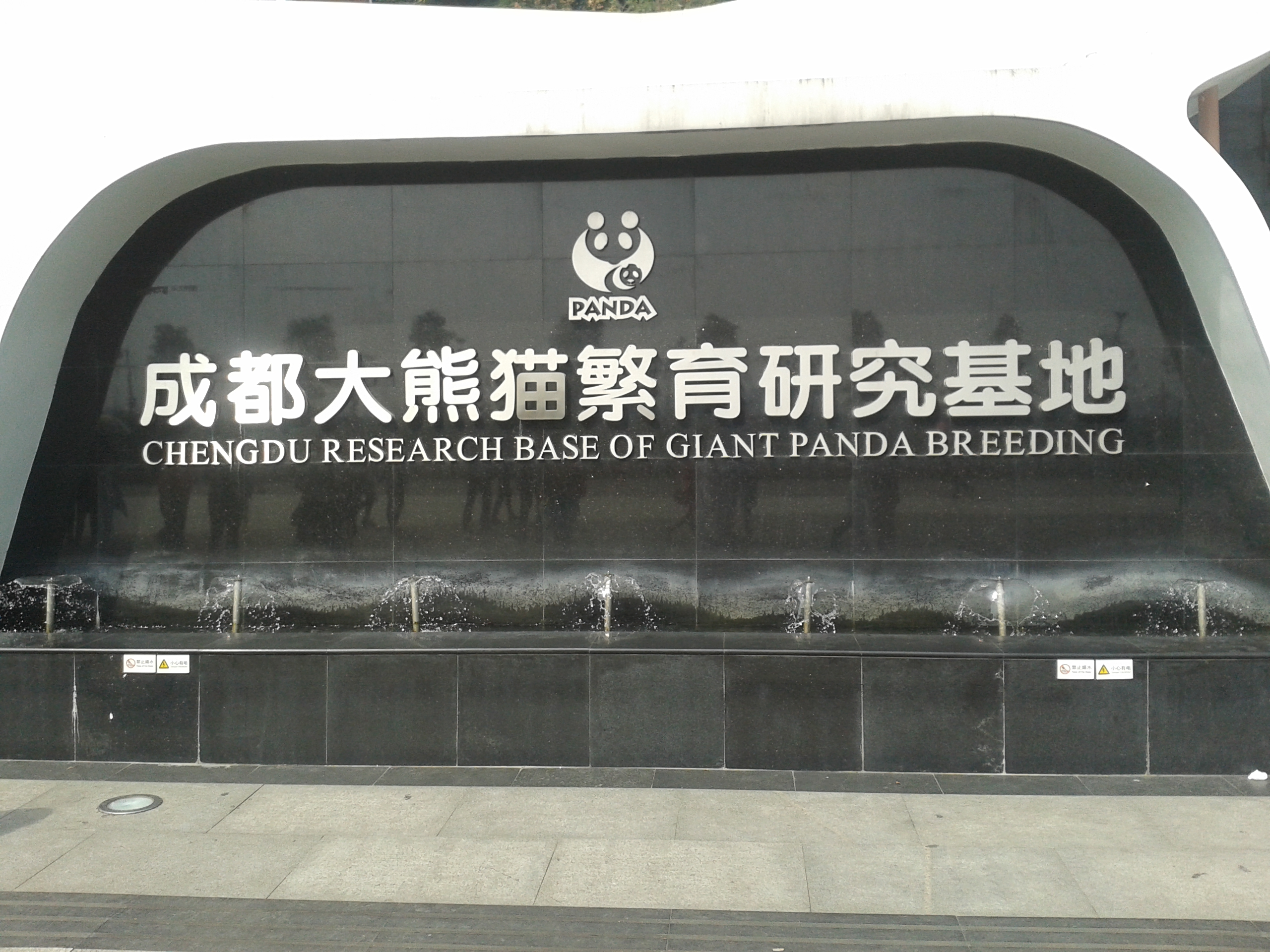
Eingangsschild der Chengdu Research Base of Giant Panda Breeding
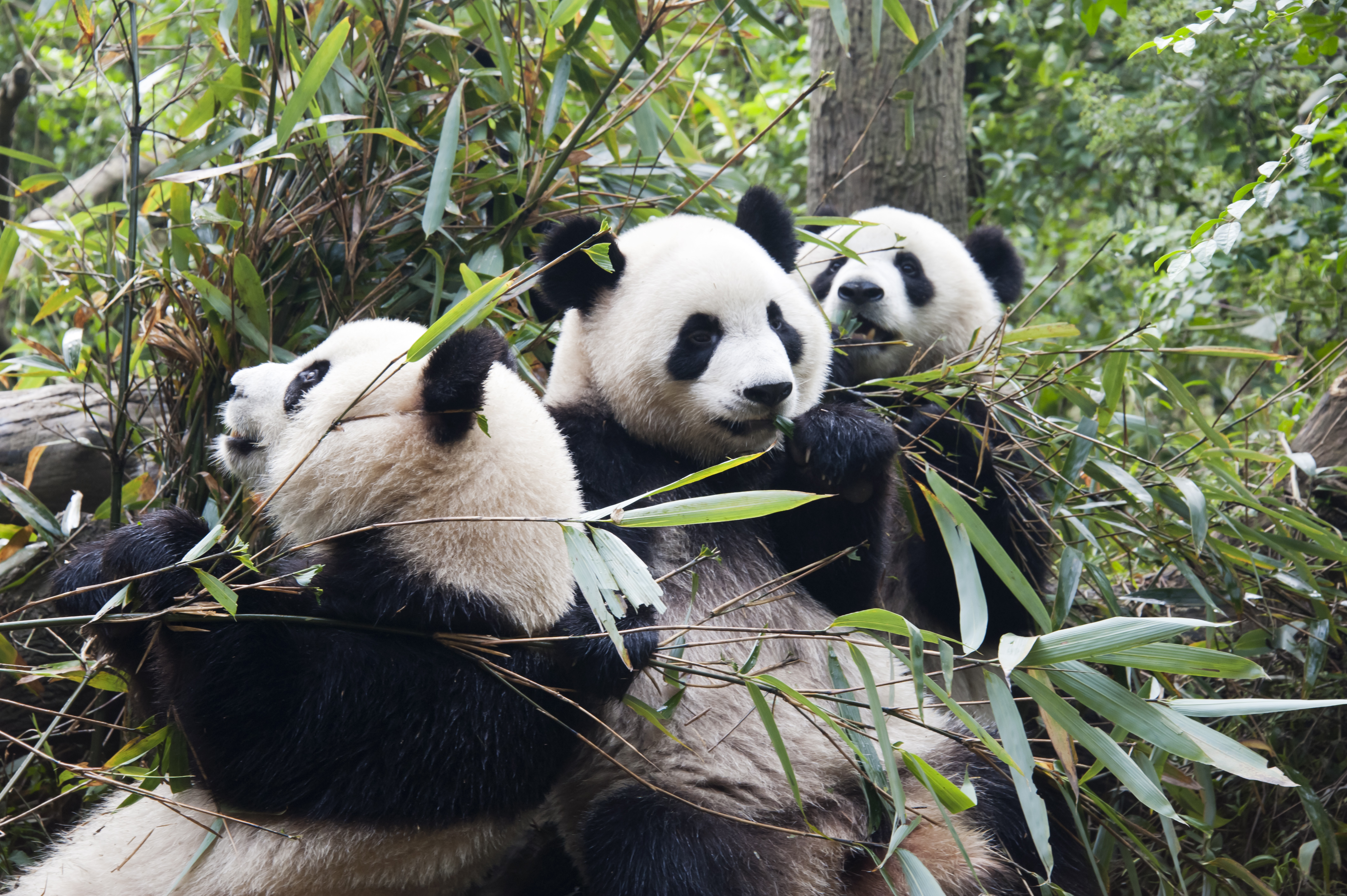
Pandas bei der Bambusmahlzeit
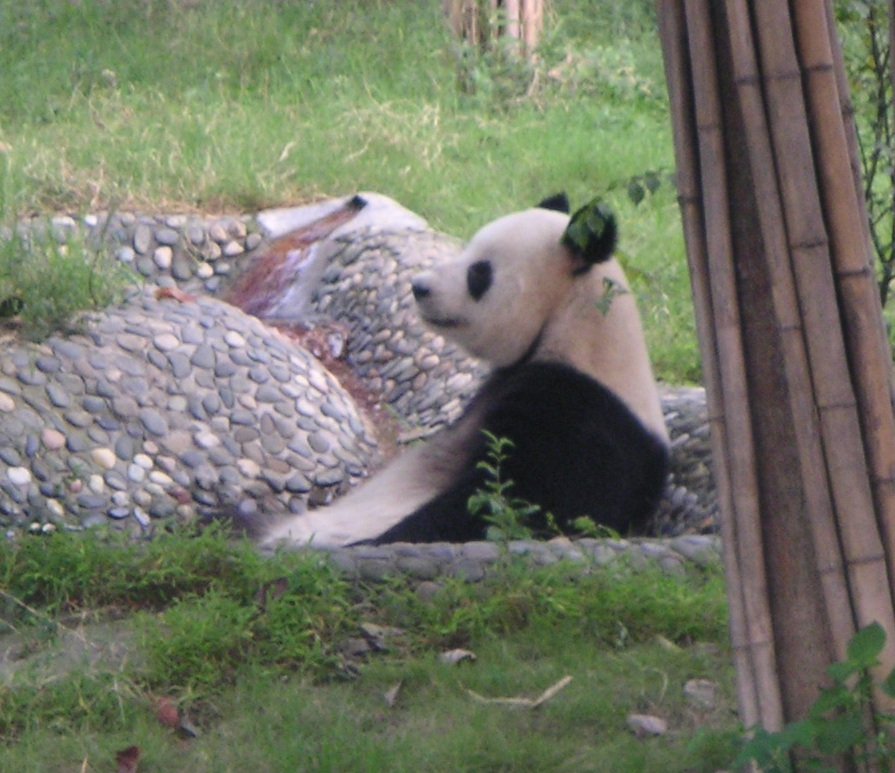
Großer Panda in der Chengdu Panda Base